# ريس فيليبس
ريس فيليبس (6 مايو 1988 في نيوزيلندا - ) (بالإنجليزية: Rhys Phillips)‏ هو لاعب كريكت نيوزلندي. لعب مع فريق أوتاغو للكريكت ‏.

## وصلات خارجية
- ريس فيليبس على موقع إي آس بي آن كريك إنفو (الإنجليزية)